# رینا زلیونایا
رینا زِلیونایا (روسی: Екатери́на Васи́льевна Зелёная؛ ۷ نوامبر ۱۹۰۱ – ۱ آوریل ۱۹۹۱) هنرپیشه و خواننده اهل کشور اتحاد جماهیر شوروی سوسیالیستی بود. او در نمایش‌های رادیویی نیز، صداپیشهٔ شخصیت‌های کارتونی بود.

## فیلمشناسی
از فیلم‌هایی که وی در آن نقش داشته است می‌توان به سگ باسکرویل و ماجراهای شرلوک هلمز و دکتر واتسون اشاره کرد.